# Bunchosia tutensis
Bunchosia tutensis là một loài thực vật thuộc họ Malpighiaceae. Đây là loài đặc hữu của Panama.